# Kazuo Imanishi
Kazuo Imanishi (今西 和男, Imanishi Kazuo, Hiroshima, 12 januari 1941) is een Japans voormalig voetballer die als verdediger speelde.

## Clubcarrière
In 1959 ging Imanishi naar de Tokyo University of Education, waar hij in het schoolteam voetbalde. Nadat hij in 1963 afstudeerde, ging Imanishi spelen voor Toyo Industries. 1965 werd de ploeg opgenomen in de Japan Soccer League, de voorloper van de J1 League. Met deze club werd hij in 1965, 1966, 1967 en 1968 kampioen van Japan. Imanishi veroverde er in 1965, 1967 en 1969 de Beker van de keizer. In 5 jaar speelde hij er 42 competitiewedstrijden. Imanishi beëindigde zijn spelersloopbaan in 1969.

## Japans voetbalelftal
Kazuo Imanishi debuteerde in 1966 in het Japans nationaal elftal en speelde 3 interlands.

## Statistieken
| Japans voetbalelftal | Japans voetbalelftal | Japans voetbalelftal |
| Jaar                 | Wed.                 | Dlp.                 |
| -------------------- | -------------------- | -------------------- |
| 1966                 | 3                    | 0                    |
| Totaal               | 3                    | 0                    |